# Stand Up and Cheer!
Stand Up and Cheer! (Brasil: Alegria de Viver / Portugal: Sejamos Optimistas) é um filme norte-americano de comédia musical de 1934 dirigido por Hamilton MacFadden. O roteiro de Lew Brown e Ralph Spence foi baseado na estória de Will Rogers e Philip Klein. O filme fala sobre os esforços durante a Grande Depressão para impulsionar a moral do país. Este filme é melhor conhecido por ser o primeiro grande papel da lendária atriz infantil Shirley Temple. Pouco conhecida na época deste filme, até o final do ano, ela apareceria em 10 filmes, incluindo 4 papéis principais em longas metragens.

## Elenco
- Warner Baxter como Lawrence Cromwell
- Madge Evans como Mary Adams
- Shirley Temple como Shirley Dugan
- James Dunn como Jimmy Dugan
- Nigel Bruce como Eustis Dinwiddle
- Ralph Morgan como Secretária do Presidente
- Steppin Fetchit como George Bernard Shaw
- Tess Gardella como Tia Jemima
- Scotty Beckett como garoto na audição
- John Boles como ele mesmo
- Nick Foran como ele mesmo

## Lançamento
O filme estreou em 19 de abril de 1934 no Radio City Music Hall na cidade de Nova Iorque.
Onze minutos de gravações foram apagados do lançamento em home video, em parte por causa da natureza racial. Em 2009, o filme estava disponível tanto em vídeo-cassete e DVD na versão original em preto e branco como na versão colorizada. Algumas versões incluíam os trailers de cinema e outras apresentações especiais.

## Ligações externos
- Stand Up and Cheer!. no IMDb.
- Stand Up and Cheer! no AllMovie (em inglês)